# Eric Nesterenko
Eric Paul Nesterenko, med spelarsmeknamnet "Sonja", född 31 oktober 1933 i Flin Flon, Manitoba, död 6 juni 2022 i Grand Junction, Colorado, var en kanadensisk professionell ishockeyspelare som tillbringade 21 säsonger i den nordamerikanska ishockeyligan National Hockey League (NHL), där han spelade för lagen Toronto Maple Leafs och Chicago Black Hawks. Han producerade 574 poäng (250 mål och 324 assists) samt drog på sig 1 273 utvisningsminuter på 1 219 grundspelsmatcher. Han spelade också på lägre nivåer för Chicago Cougars i World Hockey Association (WHA) och Toronto Marlboros i Ontario Hockey Association (OHA-Jr).
Nesterenko vann Stanley Cup med Black Hawks för säsongen 1960–1961.
Han var med i filmen Youngblood och spelade rollen som Blane Youngblood, som var far åt Dean Youngblood som gestaltades av Rob Lowe.

## Statistik
| Källa: Utv = Utvisningsminuter | Källa: Utv = Utvisningsminuter | Källa: Utv = Utvisningsminuter |             | Grundserie  | Grundserie  | Grundserie  | Grundserie  | Grundserie  |             | Slutspel    | Slutspel    | Slutspel    | Slutspel    | Slutspel |
| Säsong                         | Lag                            | Liga                           | Matcher     | Mål         | Assist      | Poäng       | Utv         | Matcher     | Mål         | Assist      | Poäng       | Utv         |             |          |
| ------------------------------ | ------------------------------ | ------------------------------ | ----------- | ----------- | ----------- | ----------- | ----------- | ----------- | ----------- | ----------- | ----------- | ----------- | ----------- | -------- |
| 1949–1950                      | Toronto Marlboros              | OHA-Jr.                        | 1           | 0           | 0           | 0           | 0           | —           | —           | —           | —           | —           |             |          |
| 1950–1951                      | Toronto Marlboros              | OHA-Jr.                        | 46          | 28          | 22          | 50          | 90          | 13          | 7           | 9           | 16          | 27          |             |          |
| 1951–1952                      | Toronto Maple Leafs            | NHL                            | 1           | 0           | 0           | 0           | 0           | —           | —           | —           | —           | —           |             |          |
|                                | Toronto Marlboros              | OHA-Jr.                        | 52          | 53          | 42          | 95          | 133         | 6           | 2           | 6           | 8           | 12          |             |          |
| 1952–1953                      | Toronto Maple Leafs            | NHL                            | 35          | 10          | 6           | 16          | 27          | —           | —           | —           | —           | —           |             |          |
|                                | Toronto Marlboros              | OHA-Jr.                        | 34          | 27          | 21          | 48          | 46          | —           | —           | —           | —           | —           |             |          |
| 1953–1954                      | Toronto Maple Leafs            | NHL                            | 68          | 14          | 9           | 23          | 70          | 5           | 0           | 1           | 1           | 9           |             |          |
| 1954–1955                      | Toronto Maple Leafs            | NHL                            | 62          | 15          | 15          | 30          | 99          | 4           | 0           | 1           | 1           | 6           |             |          |
| 1955–1956                      | Toronto Maple Leafs            | NHL                            | 40          | 4           | 6           | 10          | 65          | —           | —           | —           | —           | —           |             |          |
|                                | Winnipeg Warriors              | WHL                            | 20          | 8           | 6           | 14          | 27          | 14          | 3           | 7           | 10          | 22          |             |          |
| 1956–1957                      | Chicago Black Hawks            | NHL                            | 24          | 8           | 15          | 23          | 32          | —           | —           | —           | —           | —           |             |          |
| 1957–1958                      | Chicago Black Hawks            | NHL                            | 70          | 20          | 18          | 38          | 104         | —           | —           | —           | —           | —           |             |          |
| 1958–1959                      | Chicago Black Hawks            | NHL                            | 70          | 16          | 18          | 34          | 81          | 6           | 2           | 2           | 4           | 8           |             |          |
| 1959–1960                      | Chicago Black Hawks            | NHL                            | 61          | 13          | 23          | 36          | 71          | 4           | 0           | 0           | 0           | 2           |             |          |
| 1960–1961                      | Chicago Black Hawks            | NHL                            | 68          | 19          | 19          | 38          | 125         | 11          | 2           | 3           | 5           | 6           |             |          |
| 1961–1962                      | Chicago Black Hawks            | NHL                            | 68          | 15          | 14          | 29          | 97          | 12          | 0           | 5           | 5           | 22          |             |          |
| 1962–1963                      | Chicago Black Hawks            | NHL                            | 67          | 12          | 15          | 27          | 103         | 6           | 2           | 3           | 5           | 8           |             |          |
| 1963–1964                      | Chicago Black Hawks            | NHL                            | 70          | 7           | 19          | 26          | 93          | 7           | 2           | 1           | 3           | 8           |             |          |
| 1964–1965                      | Chicago Black Hawks            | NHL                            | 56          | 14          | 16          | 30          | 63          | 14          | 2           | 2           | 4           | 16          |             |          |
| 1965–1966                      | Chicago Black Hawks            | NHL                            | 67          | 15          | 25          | 40          | 58          | 6           | 1           | 0           | 1           | 4           |             |          |
| 1966–1967                      | Chicago Black Hawks            | NHL                            | 68          | 14          | 23          | 37          | 38          | 6           | 1           | 2           | 3           | 2           |             |          |
| 1967–1968                      | Chicago Black Hawks            | NHL                            | 71          | 11          | 25          | 36          | 37          | 10          | 0           | 1           | 1           | 2           |             |          |
| 1968–1969                      | Chicago Black Hawks            | NHL                            | 72          | 15          | 17          | 32          | 29          | —           | —           | —           | —           | —           |             |          |
| 1969–1970                      | Chicago Black Hawks            | NHL                            | 67          | 16          | 18          | 34          | 26          | 7           | 1           | 2           | 3           | 4           |             |          |
| 1970–1971                      | Chicago Black Hawks            | NHL                            | 76          | 8           | 15          | 23          | 28          | 18          | 0           | 1           | 1           | 19          |             |          |
| 1971–1972                      | Chicago Black Hawks            | NHL                            | 38          | 4           | 8           | 12          | 27          | 8           | 0           | 0           | 0           | 11          |             |          |
| 1972–1973                      | Spelade ej.                    | Spelade ej.                    | Spelade ej. | Spelade ej. | Spelade ej. | Spelade ej. | Spelade ej. | Spelade ej. | Spelade ej. | Spelade ej. | Spelade ej. | Spelade ej. | Spelade ej. |          |
| 1973–1974                      | Chicago Cougars                | WHA                            | 29          | 2           | 5           | 7           | 8           | —           | —           | —           | —           | —           |             |          |
| 1974–1975                      | Spelade ej.                    | Spelade ej.                    | Spelade ej. | Spelade ej. | Spelade ej. | Spelade ej. | Spelade ej. | Spelade ej. | Spelade ej. | Spelade ej. | Spelade ej. | Spelade ej. | Spelade ej. |          |
| 1975–1976                      | Trail Smoke Eaters             | WIHL                           | 40          | 10          | 25          | 35          | 38          | —           | —           | —           | —           | —           |             |          |
| NHL totalt                     | NHL totalt                     | NHL totalt                     | 1219        | 250         | 324         | 574         | 1273        | 124         | 13          | 24          | 37          | 127         |             |          |
| OHA-Jr. totalt                 | OHA-Jr. totalt                 | OHA-Jr. totalt                 | 133         | 108         | 85          | 193         | 269         | 19          | 9           | 15          | 24          | 39          |             |          |